# Gustavo Jared Ramos
Gustavo Jared Ramos (Ciudad de México, México; 10 de enero de 1992) es un futbolista mexicano. Juega como defensa en el Reynosa F.C., de la Segunda División de México.

## Clubes
| Club                         | País   | Año         |
| ---------------------------- | ------ | ----------- |
| Pumas Morelos                | México | 2012 - 2013 |
| Atlético Coatzacoalcos       | México | 2013 - 2014 |
| Internacional de Acapulco FC | México | 2014 - 2015 |
| Reynosa F.C.                 | México | 2015 -      |

## Palmarés

### Campeonatos nacionales
| Título                     | Club                   | País   | Año  |
| -------------------------- | ---------------------- | ------ | ---- |
| Segunda División de México | Atlético Coatzacoalcos | México | 2014 |